# Кокаин
Кокаинът (бензоилметилекгонин) е кристален тропанов алкалоид, получаван от листата на растението кока. Той е стимулант на централната нервна система и е аноректик (потиска апетита), създавайки еуфорично усещане на щастие и повишена енергия. Въпреки че заради тези си свойства кокаинът най-често се използва за развлечение, той е също местно анестезиращо средство, използвано в очната хирургия и хирургията на носа и гърлото. Пристрастяването към кокаина е лесно и трайно и от всички познати наркотици причинява най-силно желание за повтаряне на дозата. Почти по целия свят притежаването, отглеждането и разпространението му са незаконни за немедицински и неразрешени специално от правителствата цели. Името му идва от името на растението „кока“ с наставката за алкалоид „-ин“.

## История
Възбуждащите качества на коката са познати на древните жители на Перу и други доколумбови южноамерикански народи. В съвременните западни държави кокаинът е черта на контракултурата за повече от столетие. Списъкът от известни интелектуалци, творци и музиканти, които са използвали кокаин, е дълъг – от Артър Конан Дойл и Зигмунд Фройд до президента на САЩ – Юлисис Грант. В продължение на няколко десетилетия след първоначалното излизане на пазара на напитката „Кока-Кола“, в нея е имало незначителни количества кокаин. Въпреки че от десетилетия кокаинът се смята за „вдигащо“ вещество, което се смърка, литературният герой Шерлок Холмс го приема чрез инжектиране, когато му е скучно, и с часове лежи на своя диван. Днес, въпреки че е незаконен в почти всички страни, кокаинът е все така популярен в обществото.

## През погледа на медицината
Кокаинът представлява безцветни призматични кристали с температура на топене 98 °C. Той е много слабо разтворим във вода и добре разтворим в етанол. При хората кокаинът залива центъра за създаване на удоволствие в мозъка с невротрансмитера допамин, нормално свързан с приятни усещания като задоволяване на глада, жаждата или секса. При нормални обстоятелства невротрансмитерите от рода на допамина се отделят от активните мозъчни клетки, които след това ги абсорбират обратно. Кокаинът блокира този процес, като принуждава нервите да ги отделят неуморно, докато изразходват наличните припаси. Именно тази прекалена стимулация на центъра на удоволствието предизвиква кокаиновата интоксикация.
Кокаинът е продукт на продължителна обработка, в която сушените листа на коката се топят в керосинов разтвор, алкални основи, калиев перманганат и сярна киселина. Получената паста се смесва със солна киселина, за да се получат познатите бели кристалчета на кокаиновия хидрохлорид.
При смъркане кокаинът свива кръвоносните съдове в ноздрите и ограничава достигащото до кръвообращението количество. Кокаинът бързо се абсорбира и разгражда в черния дроб. Това е така, защото той повишава нивата на адреналина (той повишава кръвното налягане и сърдечния ритъм), ацетилхолина (който причинява мускулно треперене) и серотонин (който предизвиква усещане за удоволствие и спокойствие). При взаимодействие с алкохол в кръвта се образува кокаетилен. Това е вещество, много вредно за мозъка, което има пристрастяващо действие. Дехидратация, психози, конвулсии и психически срив са само част от страничните ефекти от кокаиновата интоксикация. Други такива са хиперактивност, илюзии, агресивност и халюцинации, включително „снежна слепота“. Когато наркотикът изчезне от обмяната на веществата, мозъкът остава затрупан с цяла група неприятни химикали от рода на мелатонин (невротрансмитер, потискащ отделянето на адреналин), които организмът произвежда, за да компенсира ефектите от самия кокаин. Физическите ефекти от кокаина могат да бъдат много тежки – увреждане на кръвоносните съдове, сърдечни проблеми, постоянна психоза, опасност от Паркинсонова болест.

## Ефекти и признаци на употреба

### Физиологични ефекти
Включват разширение на зениците, ускоряване на пулса, повишаване на кръвното налягане и на телесната температура, апетитът е намален. Съществува опасност от хипертонична криза, мозъчен кръвоизлив, ускорява епилептични гърчове, остра бъбречна недостатъчност.

### Психични ефекти
Появяването и продължителността на ефектите от кокаина зависят от начина на употреба. Колкото е по-бърза абсорбцията на кокаина, толкова ефектът е по-интензивен и по-кратък. Ефектът при смъркане е със сравнително бавно начало и продължава 30 – 60 минути, докато при пушенето започва по-бързо и продължава 5 – 10 минути. При приемането на кокаин употребяващият се чувства еуфоричен, енергичен, разговорлив, контактен, в добро настроение. Той усеща повишена чувствителност към зрителни, звукови и тактилни дразнители. Временно се намалява нуждата от храна и сън. Голяма част от употребяващите намират, че наркотикът им помага да изпълняват по-бързо прости физически и интелектуални задачи.

## Последици при продължителна употреба

### Физиологични последици
При употребата на кокаин се наблюдават многобройни медицински усложнения. Някои от най-честите усложнения са:
- нарушения в сърдечния ритъм, болки в сърдечната област и инфаркти;
- респираторни проблеми като болки в гръдната област и затруднения в дишането;
- неврологични проблеми като инсулти, припадъци и главоболие;
- гастроинтестинални проблеми като стомашни болки и гадене.

Редовното смъркане може да доведе до загуба на обоняние, кървене от носа, затруднения в гълтането, възпаление на носната преграда с последваща перфорация.

### Психични последици
Употребата на кокаин, при която се наблюдават многобройни взимания с увеличаващи се дози, води до състояние на повишаваща се раздразнителност, избухливост, подозрителност, безпокойство и параноя. Като последствие от това може да се развие пълната клинична картина на параноидна психоза (кокаинова психоза), при която индивидът губи връзка с действителността и получава слухови халюцинации. Наблюдава се склонност към насилие и агресия.

### Социални последици
Появяват се конфликти в семейството, работата и с приятелите. Хроничната употреба води до загуба на големи количества пари, поради високата цена на кокаина. Често се достига до закононарушения и проблеми с полицията.

## Зависимост
Въпреки че няма физическа зависимост, не липсва психологическа такава. Употребяващите кокаин бързо губят възможността да контролират приемането му и се развива пристрастеност на психическа основа.

## Абстиненция
Абстиненция настъпва след внезапно спиране при хронична употреба. Клиничните прояви настъпват от 1 до 5 дни след прекратяването на приема. Симптомите са сравнително дискретни, като се наблюдават нарушения в съня, раздразнителност, депресивни прояви и безразличие. Резките промени в нивата на ендорфина, причинени от кокаина, както и при други вещества, могат да доведат до етап на депресия.

## Предозиране
Приемането на свръхдоза кокаин води до разширение на зениците, ускорение на пулса, повишаване на кръвното налягане, задръжка на урина, мускулни спазми, кожни обриви. Повишеното кръвно налягане при високи дози или при използването на крек може да доведе до мозъчен инсулт. Описани са стереотипни движения на устата и езика и конвулсии. В психичен план доминира налудността: субектът описва слухово „звънене“ и изпитва чувство, че под кожата му пълзят насекоми. Смърт може да настъпи от сърдечносъдова и белодробна недостатъчност.